# Nechtan III
Pour les articles homonymes, voir Nechtan (homonymie).
Nechtan mac Der Ilei ou Nechtan mac Derile (mort en 732) est le roi des Pictes de 706 à 724 et de 728 à 729. Il est le frère et successeur de Brude mac Der Ilei. Son règne est exceptionnellement bien documenté.

## Origine
Nechtan et son frère aîné et prédécesseur Bridei ont longtemps été considérés comme les fils d'un prince picte inconnu nommé Derile ou Der-Ilei Une hypothèse plus récente soutenue par  Thomas Owen Clancy  développée notamment par James E. Fraser fait des deux rois les fils d'une princesse picte nommée Der-Ilei et de l'héritier d'une branche cadette du Cenél Comghaill; Dargart mac Finguine tué en 686/693
Ce Dar Gart est le fils de Finnguine Fota (tué en 690)  arrière-petit-fils de Conall lui-même fils de Comgall mac Domangairt de Dal Riata. Quant à leur mère Der-Ilei,on estime qu'elle est une fille ou moins probablement une sœur de Bridei map Beli, roi des Pictes (mort en 693). Veuve de Dar Gart, elle aurait épousé un prince picte nommé Drestan/Drostan dont, Finguine mac Drostan l'un des trois « exactator Nechtani  » (collecteurs de tribut), tué en combattant aux côtés du roi Nechtan en 729 et de Talorgan mac Drostan roi des Pictes d'Atholl et prétendant au titre de roi de l'ensemble des Pictes exécuté par Oengus Ier en 734,

## Politique religieuse
C'est sous le règne de Nechtan mac Derile que les usages religieux romains s'imposèrent finalement chez les Pictes vers 710-717 grâce à l'influence de Ceolfrith, abbé de Jarrow de 682 à sa mort en 716. Bède le Vénérable explique que le roi picte qui semblait personnellement favorable à la fixation de la date de Pâques selon le comput romain avait sollicité du prélat des explications détaillées sur la question afin de pouvoir l'exposer à son clergé :
«  À cette époque, Naitan, le roi des Pictes qui vivent dans le nord de la Bretagne, découvrit, par une fréquente étude des écrits ecclésiastiques, l'erreur dans laquelle son peuple était tombé, à propos de la date de l'observance de Pâques. »

Nechtan lui demanda de lui exposer par lettre les arguments qui lui permettraient de réfuter ceux qui auraient l'intention de fêter Pâques à une date erronée. Et bien qu'il fût « largement informé lui-même sur le sujet », le roi demanda aussi des précisions sur la forme et les raisons de la tonsure des clercs. En outre, il sollicita l'envoi de maîtres d'œuvre pour :
«  Bâtir une église en pierre selon les conceptions romaines, qu'[il] s'engageait à dédier à Saint Pierre chef des apôtres, ajoutant qu'[ils] suivraient toujours son peuple et [lui]–même les règles de la Sainte Église catholique romaine autant que le leur permettrait [leur] situation éloignée de Rome et de sa langue . »
Cet épisode est longuement relaté par Bède, qui est sans doute l'auteur de la réponse au roi picte L'expulsion de la communauté d'Iona du nord de la Bretagne par le roi Nechtan qui fait suite à la mise en œuvre de cette réforme ecclésiastique est mentionnée par les annalistes irlandais en 717.

## Fin de règne troublée
Malgré ces échanges pacifiques, une nouvelle intervention militaire des Angles se termine cette fois par le massacre d'une armée Picte par le duc Bertfrid, le fils du vaincu de 698, dans la plaine de Magmanonn (Manaw) et la mort au combat d'un jeune magnat picte Finnguin mac Deil Roith en 711.
À cette époque, une période d'instabilité commence pour le royaume picte. Les annales mentionnent en effet 
la mort de son frère germain (?) Congus mac Dar Garto  l'assassinat du frère ou demi-frère utérin et éventuel héritier de Nechtan; Ciniod, et de celui du fils d'un certain Marhergan en 713, l'arrestation sur ordre du roi de son demi-frère Tolarg mac Drostan, la mort de Gartnait mac Deil Roith 716 et  celle d'un certain  Becc de Foirtriu (?). Nous ne connaissons rien d'autre de ces deux derniers personnages ni des rôles qu'ils jouèrent.
C'est à cette époque en 717 qu'intervient l'expulsion, évoquée ci-dessus  de la familia Iae c'est-à-dire du clergé d'Iona qui est sans doute un signe de « nationalisme » picte rejetant l'influence gaëlique du royaume.  Nechtan aurait ensuite décidé de se retirer volontairement dans un monastère en 724. Cet événement est peut-être également lié à la pression des partisans du clergé colombanien. Cette retraite ouvre en tout cas une période de guerres civiles sur laquelle nous sommes, là encore, exceptionnellement informés.
Après l'arrivée au trône en 724 de Drest dont le patronyme n'est pas connu et qui était peut-être son neveu, l'ancien roi Nechtan est rappelé par un parti, il sort de son monastère pour tenter de reprendre sa place. Après l'emprisonnement (par ses partisans ?) de Simul mac Drust, sans doute le fils de son successeur 725, Nechtan est rapidement éliminé et emprisonné à son tour 726.
La même année, Drest est évincé par un nouveau prétendant Alpin, considéré par les uns comme son frère ou demi-frère et par les autres, ce qui n'est pas incompatible, comme le fils du roi scot  Eochaid Riananhail, prétendant au trône picte par son ascendance maternelle, son père ayant épousé une fille du roi Gartnait mac Donnel. Alpin prend alors le pouvoir pendant deux ans et élimine ainsi provisoirement Drest 726.
En 727 apparaît un nouveau prétendant originaire du Circenn (Angus): Unuist mac Urguist (Oengus mac Fergusa). En 728 il défait Alpin et tue son fils dans un combat. La même année Oengus mac Fergusa liquide définitivement lors de deux batailles les prétentions d'Alpin qui s'enfuit .
Pendant ce temps, Nechtan semble avoir ressaisi la royauté suprême. En 729, Oengus Ier défait les forces de Nechtan près du loch Inch à la bataille de Monith Carno où périssent  des exactors (collecteurs de tributs royaux), Biceot  mac Monert et son fils, Ferot mac Finnguin et Finnguin mac Drostan. La même année, le 12 août, au combat de Druim Derg Blathuug Oengus Ier défait et tue Drest.
En 732 la mort naturelle de Nechtan, entretemps retourné dans son monastère, laisse Oengus Ier roi incontesté. Thomas Owen Clancy estime enfin que les 
« deux fils de Nechtan fils de Dar Garta » qui sont tués dans un conflit interne au Cenél Comghaill en 710 sont des fils prédécédés du roi Necthtan mais que ce dernier est désigné par le nom de son père car ses fils sont morts lors d'une guerre interne relative à leur lignée paternelle